# Jhan Gero
Jhan Gero   (c. 1518 (Gregorià) - 1553 (Gregorià)) fou un compositor francoflamenc del Renaixement, aparentment actiu principalment a Itàlia, particularment a Venècia. Va ser un practicant de l'estil note nere de madrigals durant el seu període de popularitat a la dècada del 1540, i també va escriure música didàctica, probablement destinada a ensenyar cantants principiants.
Fou mestre de capella de la catedral d'Orvieto i va compondre nombrosos madrigals dels que se'n publicaren llibres a 4 veus el 1549, dos a 3 el 1553. A més en les antologies de l'època existeixen nombroses composicions seves.